# 祥生汽车股份有限公司

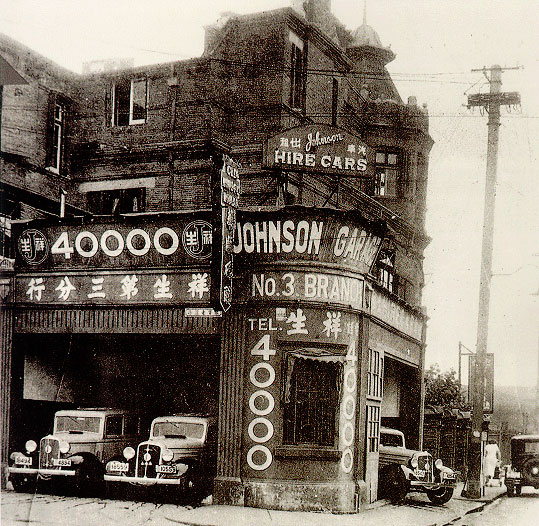
祥生汽车的第三车行

祥生汽车股份有限公司(Johnson Garage Co.)，始创于1919年，至1930年代发展成为中國上海规模最大的出租汽车公司。高峰时期，公司注册资本达法币50万元，共有270余辆出租汽车，在全市设有22处分行、50余处特约代叫处，叫车电话及投诉热线共3部。1937年后，公司经营受战争影响，至太平洋战争爆发后一度停止出租汽车业务，改为人力三轮车运输。抗战胜利后，重新恢复运营，但后由于经济环境趋于恶化，至1951年公司基本难以维系。后由上海市人民政府出面，最终对该公司进行公私合营，并更名公私合营祥生股份有限公司，后在其基础上组建上海市出租汽车公司。上海市出租汽车公司現名為上海强生控股。

## 历史

### 创业
祥生汽车公司最初于1919年，由浙江定海籍的周祥生创办。是年，周祥生以首付600银元，尾款300元通过分期付款的方式向当时上海的一家出租汽车公司英商中央汽车公司购入一辆日产黑龙牌轿车，随后开始了出租汽车的业务。最初，周祥生往来虹口与江湾一带，接送前往江湾跑马厅等地的客人。至1920年春，周祥生便将购车款全部付清。基于周祥生良好的信誉，英商中央汽车公司又出售给周祥生一辆美产汽车。周祥生于2个多月后，又将车款付清。其堂弟周锡庆因见当时新兴的出租车行业获利不菲，所以与周祥生合伙，再次购入一辆旧车。起初，周祥生的车行设在公共租界的鸭绿江路，随着经营规模的扩大，至1923年，周祥生将车行搬迁到位于武昌路百老汇路路口，并正式挂出祥生汽车行的招牌。当年年底，祥生车行共拥有出租汽车5辆，并在北四川路海宁路路口成立第一间分行
。

### 发展
由于祥生汽车行在1931年利用经济大萧条的机遇和外汇上涨，通过向花旗银行进口押汇，购入通用汽车400辆雪佛兰汽车并抛售部分，使得公司赚取一大笔资本金。周祥生遂决定适时发行新股进一步扩大车行规模。当年11月，祥生汽车行更名为祥生出租汽车有限公司。1932年元旦（一说1931年12月1日）正式登报宣布成立，并将公司设在北京路800号近西藏路路口，由周祥生的好友李宾臣担任董事长，周祥生则任董事兼公司总经理负责实际运营。
自招资扩股以后，公司快速发展，在全市大规模布局开立分行，同时利用广播和报纸等传媒手段快速扩张公司影响力。同时，公司以“中国人坐中国车”为口号，发扬爱国精神，使原先以乘坐外商出租车的市民选择以祥生出租作为代步工具。抗战爆发前，公司的股本金已达50万元法币，职工总人数有647人，成为上海最大的出租汽车公司。

### 战时及延续
早在1932年，一二八事变爆发后，周祥生因驾车支援前线十九路军而受到时任沪宁铁路管理局局长的黄伯樵的肯定。因此在战事结束后，祥生汽车获得了上海北站的出租车独家经营权。
1937年8月13日起，淞沪会战爆发，考虑到汽车是战时军需品，为了不落入日军手中，周祥生分四次将汽车半卖半送的转移给国民革命军支援抗战。但由于该决定未经董事会批准，周祥生不得不离开祥生汽车，公司总经理一职由其弟周三元续任。
1941年太平洋战争开始后，由于汽油短缺，祥生的出租汽车基本陷入停顿，逐步改以人力三轮车代替。抗战胜利后，祥生汽车重新修复剩余的30辆汽车，并逐步添加新车，至1947年，公司共有车辆114部。但随着内战升温，加之政府开始采用汽油配给制，使得公司在1948财年严重亏损。
1951年6月，祥生汽车已基本无法维持运营，日常通过变卖车辆设备勉强支撑。鉴于资方要求和企业职工的诉请，上海市人民政府同意祥生汽车进行公私合营。并于当年9月1日正式宣布改组为公私合营祥生股份有限公司，其中原资方占股49%，政府出资51%。1954年12月，公司吸收部分小车行的基础上，更名为公私合营上海市出租汽车公司，1966年改为国营。

## 特色服务

### 客戶服務热线

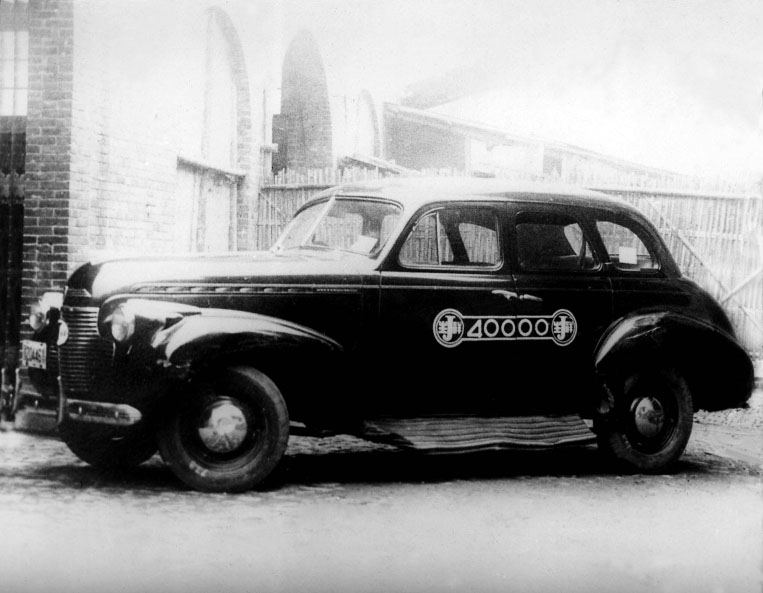
1934年的祥生出租车，车身涂有叫车电话40000号

祥生汽车设有调度总机40000号，后又于华界设置22400的叫车电话，同时还配备92233的投诉监督电话。其中40000号的总机，取意当时中国四亿国民，并以“华人应坐华人车，四万万同胞请打四万号电话”作为宣传口号。为了获得该号码，当时的管理层通过向英商电话公司的高官发送乘车优惠券，并派车免费接送上下班等方法，最终得到电话公司给予的40000号电话。同时，为了扩大影响，祥生汽车将电话号码直接漆在了车身。并且考虑到当时一些电话为挂壁式，一旦接电话的人暂时离开，会使得电话无从搁置的尴尬，祥生汽车专门设计了一种临时挂置电话的金属架，并在上打上40000号，免费为电话用户安装金属架。
当时40000号的总机除了叫车以外，还提供查询轮船、火车班次、天气预报及代购车船票等其他服务项目。如果乘客要乘坐夜间开行的列车和轮船，还可以要求祥生出租的司机提前叫醒。当时祥生公司的总机施行24小时叫车业务，以应对市民随时出行的需要。

### 派车网络
当时，祥生汽车通过设在上海全市的22处分行，50余处特约代叫处以及叫车热线组成一个庞大的出租车网络。调度员在接听电话时可以一次接听清楚，并用英文速写记录表和派车单。为了使派车更为迅速，祥生将全市分成东、南、西、北、中五个区域，按区派车。对于经常订车的客户，则会分配各其一个专门的客户号，在其叫车时只需报编号和用车时间，调度员会自行安排就近车辆。一般客户从叫车到车辆离开车站，只需两分钟，由于其车站多位于交通要道且分布合理，所以一般客户打完电话走出门口，祥生的汽车已经在住宅区外等候。